# Satyrium behrii
Satyrium behrii is een vlinder uit de familie van de Lycaenidae. De wetenschappelijke naam van de soort werd als Thecla behrii in 1862 gepubliceerd door Edwards.

## Ondersoorten
- Satyrium behrii behrii
  - = Thecla kali Strecker, 1878
- Satyrium behrii crossi (Field, 1938)
- Satyrium behrii columbia (McDunnough, 1944)